# Xã Du Bois, Quận Washington, Illinois
Xã Du Bois (tiếng Anh: Du Bois Township) là một xã thuộc quận Washington, tiểu bang Illinois, Hoa Kỳ. Năm 2010, dân số của xã này là 748 người.